# Ташьяр
Ташьяр — небольшая лесистая гора на Южном Урале. Расположена на территории Миндякского сельсовета Учалинского района Республики Башкортостан (Россия), в 5 км от границы с Челябинской областью
Высота 545,3 м.
С запада горы расположено озеро Узункуль, на южном склоне горы находится село Озёрный. На северо-западе от горы находится болото Кульбаш. Растительность северного и восточного склонов горы представлена редколесьем, а южного и западного склона лугами.
По горе проходит две щебневых автомобильных дороги: автодорога вокруг озера Узункуль и связывающая её с селом Озёрный. По Ташьяру проходит линия электропередачи Миндяк—Озёрный в 35 кВ.
Восточнее Ташьяра проходит граница между Башкирским (№ 02) и Челябинским (№ 74)
кадастровыми округами